# Traité de Péronne (1200)
Pour les articles homonymes, voir Traité de Péronne.
Traité de Boves (1185)
Le traité de Péronne est un accord signé à Péronne, en France, le 2 janvier 1200, entre le roi de France, Philippe Auguste et le comte Baudouin IX de Flandre.

## Contexte historique
Le traité mit fin au conflit à propos de l'héritage d'Élisabeth de Vermandois. Décédée en 1183, Elisabeth de Vermandois était l'épouse du comte de Flandre, Philippe d'Alsace. Cet héritage avait été partagé en 1185 par le traité de Boves entre le roi Philippe Auguste et Philippe d'Alsace.

## Clauses principales du traité
Le traité de Péronne confirmait les clauses du traité de Boves mais Philippe Auguste accepta des conditions qui étaient en-dessous de ce qu'il aurait pu obtenir. Il dut prendre en compte une possible coalition entre la Flandre et l'Angleterre et se contenta du Vermandois, du comté d'Amiens et d'une partie de l'Artois : Arras, Bapaume, Hesdin et Lens.

## Sources
- (en) John C. Moore, Baldwin IX of Flanders, Philip Augustus and the Papal Power, vol. 37 (1), Medieval Academy of America, coll. « Speculum », 1962 (DOI 10.2307/2850600), p. 79–89